# Spikkestad (stacja kolejowa)
Spikkestad – stacja kolejowa w Spikkestad, w gminie Røyken w regionie Buskerud w Norwegii, jest oddalona od Oslo o 37,5 km i 11,3 km od Drammen.

## Położenie
Od roku 1963 jest końcową stacją linii Spikkestadlinjen. 

## Ruch pasażerski
Stacja obsługuje bezpośrednie połączenia do Moss i Oslo S. Jest w systemie szybkiej kolei miejskiej w Oslo, pociągi odjeżdżające ze stacji mają numer 550. Pociągi odjeżdżają co godzinę, w szczycie co pół godziny.
| Numer | Stacja początkowa | stacja końcowa |
| ----- | ----------------- | -------------- |
| 550   | Spikkestad        | Moss           |

## Obsługa pasażerów
Automaty biletowe, poczekalnia, telefon publiczny, ułatwienia dla niepełnosprawnych, parking 50 miejsc, punkt obsługi niemowląt, parking rowerowy, sklepik z żywnością, przystanek autobusowy.